# Joeswerd (wierde)
Joeswerd is een wierde in de gemeente Westerkwartier in de provincie Groningen.
De wierde, nog bebouwd met een boerderij, ligt in het noordoosten van de gemeente, aan een doodlopend zijweggetje van de weg tussen Feerwerd en Aduard. De wierde wordt voor het eerst genoemd als Geveswurdi. Bij Joeswerd is bij een opgraving een beeldje van Mercurius gevonden dat dateert uit de tijd van de Romeinen. Rond 1910 werd de wierde deels afgegraven.
Het waterschap Joeswerd is naar de wierde genoemd, maar de zuidgrens van het schap lag zo'n 2 km noordelijker.